# Хью ле Диспенсер, 1-й граф Уинчестер
Хью ле Диспенсер, иногда называемый «Старшим Диспенсером» (англ. Hugh le Despenser/Despencer the Elder; 1 марта 1261 — 27 октября 1326, Бристоль) — 2-й барон ле Диспенсер с 1265, 1-й граф Уинчестер с 1322, юстициарий Ирландии 1296—1307, 1307—1311, 1311—1314, 1324—1326, лорд-смотритель Пяти портов в 1320, советник английского короля Эдуарда II.

## Биография
Сын Хью ле Диспенсера, 1-го барона Диспенсера (или Despenser), и Алины Бассет, единственной дочери Филиппа Бассета. Первый барон Диспенсер, соратник Симона де Монфора, погиб в битве при Ившеме, когда Хью был ребёнком. Благодаря влиянию деда по матери, оставшегося лояльным Генриху III, наследство не было конфисковано.
В «Деяниях Эдуарда» он охарактеризован как честный человек со здравыми суждениями и «один из наиболее достойных людей своего времени». Способный администратор и дипломат, он верно служил королям Эдуарду I и Эдуарду II. В то же время в «Жизнеописании Эдуарда Второго» говорится о его жестокости и жадности. По мнению одного из хронистов, Диспенсер-старший был увлечён на неверный путь из-за слепой любви к сыну, занявшему место фаворита короля.
Хью Диспенсер был одним из немногих баронов, принявших сторону Эдуарда II во время конфликта вокруг Пирса Гавестона, при этом Диспенсер-младший находился в оппозиции к королю. Диспенсер-старший стал одним из главных советников короля после казни Гавестона. Объединив усилия, Диспенсеры направили их на увеличение личных доходов и земельных владений, назначая своих союзников на ключевые посты. Ревность других баронов — и, что ещё более важно, их собственная коррупция и произвол — послужили причиной изгнания Диспенсеров в 1321 году. 19 августа Диспенсеры были приговорены к конфискации имущества и ссылке. В страну они могли возвратиться только с согласия Парламента. Диспенсер-старший, лишённый должности смотрителя Пяти Портов (его сменил Эдмунд Вудсток), уехал во Фландрию, затем — в Бордо. Диспенсеры тайно возвратились в середине января 1322 года, после того, как Эдуард II начал военные действия против оппозиции. Официально король утвердил их возвращение 11 февраля. Отец и сын поддержали репрессии, которые начал король после разгрома мятежных баронов. Диспенсер-старший был членом трибунала, осудившего Томаса Ланкастера на смерть 20 марта 1322 года. 10 мая 1322 года Диспенсер получил титул графа Уинчестерского. Диспенсеры обрели неограниченную власть. Судя по материалам процесса Диспенсера-старшего в 1326 году, тот вымогал у вдов и сирот казнённых оппозиционеров земли и деньги. Среди его жертв были Элеонора де Клер, вдова д’Амори, Алис де Ласи, вдова Элизабет Толбот и леди Бейрет, которая была подвергнута пытке и впоследствии сошла с ума. Позднее вдова Пембрука была вынуждена отдать Диспенсеру 20000 фунтов. Диспенсер похитил богатую наследницу Элизабет Комин и держал около года в заключении, до тех пор, пока она не передала ему 10000 фунтов и два поместья.

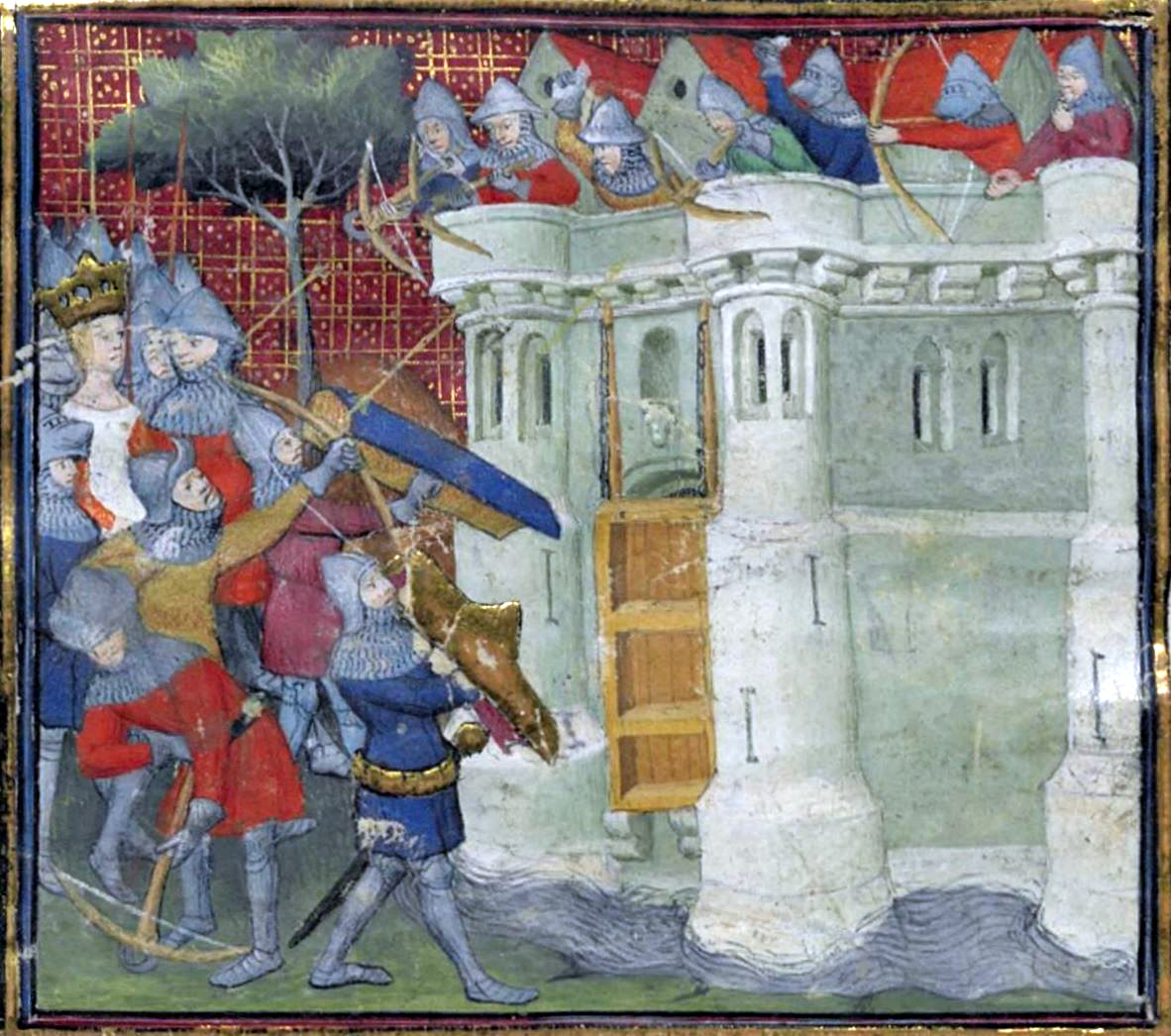
Изабелла (слева) руководит осадой Бристоля в октябре 1326 года

Диспенсеры являлись способными управленцами, под их руководством была усовершенствована система налогообложения, что заметно пополнило королевскую казну, проведена реорганизация Канцелярии и королевского Гардероба, учета в Казначействе. Доходы казны были повышены также за счёт создания Диспенсерами в стране специальных рынков, где купцы, которым уже не надо было отправляться за границу, приобретали шерсть для дальнейшей перепродажи. Однако произвол, творимый фаворитами, губительным образом повлиял на отношение к королю.
Весть о том, что королева Изабелла и её возлюбленный, Роджер Мортимер, во главе мятежников высадились в Англии, застала короля и Диспенсеров в Лондоне 27 сентября 1326 года. Диспенсер-старший, по словам хрониста, узнав, что у королевы всего лишь небольшой отряд, посчитал дело проигранным: «…ибо, несомненно, имея столь мало сил, она ни за что не решилась бы явиться сюда, если бы не знала, что народ этой страны её признает!». Организовать сопротивление мятежу не удалось, и король вместе с Диспенсерами и небольшой свитой верных людей покинул столицу 2 октября. Диспенсер-старший направился в Бристоль, в то время надёжно укреплённый город. 18 октября к Бристолю подошли Изабелла и Мортимер и осадили его. Горожане, поддерживавшие Изабеллу, предпочли открыть ворота 26 октября, Диспенсер сдался.

Несмотря на несмелые попытки Изабеллы спасти Диспенсера-старшего, под нажимом партии Ланкастеров тот был приговорён к четвертованию, повешению и обезглавливанию. Исследователи отмечают, что Изабелла всегда жаловалась только на действия Диспенсера-младшего и, похоже, не питала вражды к его отцу, но пойти против воли своих союзников она не могла. За «преступления, порочащие рыцарское достоинство» Диспенсера казнили в мантии с гербами, чтобы его герб «был уничтожен навсегда». Тело его расчленили и бросили «на съедение псам». Его сын, схваченный позже, также был казнён.

## Брак и дети
Жена: Изабелла де Бошан (умерла в 1306), дочь Уильяма де Бошана, 9-го графа Уорика, и Матильды (Мод) ФицДжон, вдова сира Патрика де Чауорта, лорда Кидвелли. Дети:
- Хью Младший (умер 24 ноября 1326), 1-й барон ле Диспенсер с 1314, фаворит короля Эдуарда II
- Эйлин (умерла до 28 ноября 1353); муж: Эдуард Бёрнелл
- Изабель (умерла 4/5 декабря 1334); 1-й муж: Джон Гастингс (6 мая 1262 — 10 февраля 1313), 1-й барон Гастингс; 2-й муж: ранее 20 ноября 1318 Ральф де Монтермар (около 1261/1262 — 5 апреля 1325), 1-й барон Монтермар с 1309, 1-й граф Глостер и 1-й граф Хертфорд 1297—1307, 1-й граф Атолл 1306—1307/1308
- Элизабет, жена Ральфа Камойса, 1-го барона Камойса
- Филип (умер в 1313), родоначальник младшей линии дома, угасшей в 1424 году. Его внук того же имени стал 1-м бароном ле Диспенсер пятой креации.